# Journey of the Magi
Journey of the Magi (De reis van de drie koningen) is een gedicht van de Brits-Amerikaanse dichter en schrijver T.S. Eliot (1888-1965). Het gedicht gaat over de reis van de wijzen uit het oosten naar Bethlehem om een bezoek te brengen aan het pasgeboren kindje Jezus.

## Eliot enThe Ariel Poems
Eliot werd in 1925, na een carrière als bankier, poëzieredacteur bij de Londense uitgeverij Faber and Gwyer. In de voorgaande jaren had hij succes met gedichten als The Love Song of J. Alfred Prufrock (1915), Gerontion (1920) en The Waste Land (1922). In 1927 werd Eliot door Geoffrey Faber, een van de partners van Faber & Gwyer, gevraagd om elk jaar een gedicht te schrijven voor een reeks geïllustreerde pamfletten met kerst- en eindejaarsthema's die als kerstkaarten zouden worden gebruikt.  Deze eerste serie met de titel The Ariel Poems zou 38 pamfletten met gedichten van vooraanstaande Engelstalige dichters gaan omvatten die gepubliceerd werden van 1927 tot 1931.
Journey of the Magi was het eerste gedicht dat Eliot bijdroeg en werd in augustus 1927 uitgebracht als het achtste in de serie. Eliot schreef het gedicht in de zomer van 1927, kort na zijn bekering tot de Anglicaanse Kerk. De illustraties bij het gedicht werden verzorgd door de Amerikaanse kunstenaar Edward McKnight Kauffer. Het gedicht is later opgenomen in bundels met verzamelde gedichten en in verzameld werk van Eliot, evenals in de in 2014 gepubliceerde bundel The Ariel Poems met Eliots zes Ariel Poems.

## Het gedicht
Het gedicht bestaande uit 43 regels is geschreven vanuit het perspectief van een van de drie wijzen en daarmee is het een monoloog. Eliot portretteert de wijzen eerder als magiërs dan als koningen. Het bij Eliot terugkerende thema van vervreemding en machteloosheid in een veranderde wereld is ook hier aanwezig.
De wijze blikt lange tijd later terug op de reis naar Bethlehem, maar in plaats van zich te verheugen over de wonderlijke reis of over het doel van de reis, is het gedicht een klaagzang over de ontberingen die de wijzen onderweg moesten doormaken. Hij was niet onder de indruk van het kindje Jezus, maar realiseerde zich wel dat de incarnatie van Gods zoon alles had veranderd. De geboorte van Jezus markeerde het einde van het tijdperk van magie, astrologie en heidendom en dus van het levensdoel van de wijzen. De wijze, wiens wereld daarmee gestorven is, vraagt waar hij nog voor moet leven. Tussen de regels van de klaagzang door gebruikt Eliot symboliek om vooruit te wijzen naar de toekomst; zo zien de wijzen op hun reis ineens "drie bomen onder een bewolkte lucht", wat verwijst naar de kruisiging en dood van Jezus.
Het verhaal van de reis van de wijzen uit het oosten wordt in de Bijbel beschreven in het evangelie naar Matteüs 2: 1-12.

## Vertalingen
Martinus Nijhoff vertaalde het gedicht in het Nederlands onder de titel De reis van de drie koningen. Het gedicht werd in 1975 in het Fries vertaald door Klaas Bruinsma met als titel De reis fan de wizen.